# Leucopis sorbi
Leucopis sorbi is een vliegensoort uit de familie van de Chamaemyiidae. De wetenschappelijke naam van de soort is voor het eerst geldig gepubliceerd in 1986 door Tanasijtshuk.